# Jalin Turner
Jalin Turner (18 de mayo de 1995, San Bernardino, California, Estados Unidos) es un ex-artista marcial mixto estadounidense que compitió en la división de peso ligero de UFC. Se retiró el 11 de marzo de 2025. Profesional desde 2016, también ha competido para Bellator MMA, World Series of Fighting, King of the Cage y Tachi Palace Fights. 

## Antecedentes
Nacido en San Bernardino, California, Turner estudió en el instituto Summit, donde no pudo practicar muchos deportes como el fútbol, el baloncesto o el atletismo de pista y campo debido a múltiples lesiones. Al tener más talento en la lucha libre, Turner se dedicó a este deporte durante la pretemporada de su segundo año, pero no pudo competir esa temporada debido a la rotura de un dedo. Frustrado por las recurrentes lesiones, empezó a ver combates de MMA en la televisión, lo que le inspiró para intentar practicar este deporte. Con poco dinero cuando era adolescente y sin poder permitirse un equipo de entrenamiento de combate, corría y practicaba el boxeo de sombra y utilizaba el sofá de su familia como saco de boxeo, hasta que se unió al Team Adrenaline, lo que dio el pistoletazo de salida a su carrera de artes marciales mixtas.

## Carrera en las artes marciales mixtas

### Carrera temprana
Después de compilar un récord amateur de 5-2, Turner comenzó su carrera profesional de MMA desde 2016 y luchó principalmente en su estado natal de California. Acumuló un récord de 7-3, con una racha de dos victorias incluyendo una victoria por nocaut técnico contra Noah Tillis en Bellator 192, antes de firmar por UFC.

### Dana White's Tuesday Night Contention Series
Turner se enfrentó a Max Mustaki el 19 de junio de 2018 en el Dana White's Contender Series 12. Ganó el combate por nocaut técnico en el primer asalto.

### Ultimate Fighting Championship
Turner debutó en la UFC contra Vicente Luque el 6 de octubre de 2018 en el UFC 229. Perdió el combate por nocaut en el primer asalto.
En su segunda pelea en la UFC, Turner debía enfrentarse a Alex Gorgees en UFC 234. Sin embargo, el 23 de enero de 2019, se informó que Gorgees se retiró del combate, y fue reemplazado por Callan Potter. Ganó el combate por nocaut en el primer asalto.
En UFC 236 el 13 de abril de 2019, Turner se enfrentó a Matt Frevola. Perdió el combate por decisión unánime.
Turner estaba programado para enfrentarse a Jamie Mullarkey el 23 de febrero de 2020 en UFC Fight Night: Felder vs. Hooker. Sin embargo, Mullarkey se vio obligado a retirarse del combate debido a una lesión y fue sustituido por Joshua Culibao. Turner ganó el combate por TKO en el segundo asalto.
Turner estaba programado para enfrentarse a Thiago Moisés el 5 de septiembre de 2020 en UFC Fight Night: Overeem vs. Sakai. Sin embargo, el 5 de septiembre de 2020, Moisés dio positivo por Covid-19 y el combate contra Turner fue cancelado. A su vez, Turner fue rápidamente reprogramado y se enfrentó a Brok Weaver el 12 de septiembre de 2020 en UFC Fight Night: Waterson vs. Hill. Tras derribar a Weaver en varias ocasiones, Turner ganó el combate por sumisión en el segundo asalto.
Turner se enfrentó a Uros Medić el 25 de septiembre de 2021 en UFC 266. Ganó el combate por sumisión en el primer asalto.

## Vida personal
Al crecer, era aracnofóbico. Para ayudar a combatir su miedo a las arañas comenzó a coleccionar tarántulas como mascotas. En el momento en que hizo su debut en la UFC tenía 200 tarántulas como mascotas, lo que le valió su apodo de anillo "The Tarantula". Durante el pesaje de UFC Fight Night: Waterson vs. Hill, Turner decidió tomarse el peso oficial mientras sostenía una tarántula en su mano izquierda.
Turner tiene un hijo.

## Récord en artes marciales mixtas
| Resultado | Récord | Oponente           | Método                                     | Evento                                  | Fecha                    | Ronda | Tiempo | Localización             | Notas                                                   |
| --------- | ------ | ------------------ | ------------------------------------------ | --------------------------------------- | ------------------------ | ----- | ------ | ------------------------ | ------------------------------------------------------- |
| Derrota   | 14-9   | Ignacio Bahamondes | Sumisión (Estrangulamiento por triángulo)  | UFC 313                                 | 9 de marzo de 2025       | 1     | 2:29   | Las Vegas, Nevada        |                                                         |
| Derrota   | 14-8   | Renato Moicano     | TKO (golpes)                               | UFC 300                                 | 13 de abril de 2024      | 2     | 4:11   | Las Vegas, Nevada        |                                                         |
| Victoria  | 14-7   | Bobby Green        | KO (golpes)                                | UFC on ESPN: Dariush vs. Tsarukyan      | 2 de diciembre de 2023   | 1     | 2:49   | Austin, Texas            |                                                         |
| Derrota   | 13-7   | Dan Hooker         | Decisión (dividida)                        | UFC 290                                 | 8 de julio de 2023       | 3     | 5:00   | Las Vegas, Nevada        | Pelea en peso pactado (158 lbs); Turner no dio el peso. |
| Derrota   | 13-6   | Mateusz Gamrot     | Decisión (dividida)                        | UFC 285                                 | 4 de marzo de 2023       | 3     | 5:00   | Las Vegas, Nevada        |                                                         |
| Victoria  | 13-5   | Brad Riddell       | Sumisión (estrangulamiento por guillotina) | UFC 276                                 | 2 de julio de 2022       | 1     | 0:45   | Las Vegas, Nevada        | Actuación de la Noche.                                  |
| Victoria  | 12-5   | Jamie Mullarkey    | TKO (puñetazos)                            | UFC 272                                 | 5 de marzo de 2022       | 2     | 0:46   | Las Vegas, Nevada        |                                                         |
| Victoria  | 11–5   | Uroš Medić         | Sumisión (estrangulamiento por detrás)     | UFC 266                                 | 25 de septiembre de 2021 | 1     | 4:01   | Las Vegas, Nevada        |                                                         |
| Victoria  | 10–5   | Brok Weaver        | Sumisión (estrangulamiento por detrás)     | UFC Fight Night: Waterson vs. Hill      | 12 de septiembre de 2020 | 2     | 4:20   | Las Vegas, Nevada        | Combate de peso acordado (165 libras).                  |
| Victoria  | 9–5    | Joshua Culibao     | TKO (puñetazos)                            | UFC Fight Night: Felder vs. Hooker      | 23 de febrero de 2020    | 2     | 3:01   | Auckland                 |                                                         |
| Derrota   | 8–5    | Matt Frevola       | Decisión (unánime)                         | UFC 236                                 | 13 de abril de 2019      | 3     | 5:00   | Atlanta, Georgia         |                                                         |
| Victoria  | 8–4    | Callan Potter      | TKO (puñetazos)                            | UFC 234                                 | 10 de febrero de 2019    | 1     | 0:53   | Melbourne                | Regreso al peso ligero.                                 |
| Derrota   | 7–4    | Vicente Luque      | KO (puñetazos)                             | UFC 229                                 | 6 de octubre de 2018     | 1     | 3:52   | Las Vegas, Nevada        | Debut en el peso wélter.                                |
| Victoria  | 7–3    | Max Mustaki        | TKO (parada médica)                        | Dana White's Contender Series 12        | 10 de julio de 2018      | 1     | 5:00   | Las Vegas, Nevada        |                                                         |
| Victoria  | 6–3    | Noah Tillis        | TKO (puñetazos)                            | Bellator 192                            | 20 de enero de 2018      | 1     | 1:12   | Inglewood, California    |                                                         |
| Victoria  | 5–3    | Vytautas Sadauskas | Sumisión (estrangulamiento por triángulo)  | KOTC: Never Quit                        | 2 de septiembre de 2017  | 1     | 1:39   | Ontario, California      |                                                         |
| Derrota   | 4–3    | Richard LeRoy      | TKO (puñetazos)                            | CXF 8 : Cali Kings                      | 17 de junio de 2017      | 3     | 4:18   | Burbank, California      |                                                         |
| Victoria  | 4–2    | Paradise Vaovasa   | KO (rodillazo al cuerpo)                   | Tachi Palace Fights 31: Diaz vs. Gibson | 18 de mayo de 2017       | 1     | 1:30   | Lemoore, California      |                                                         |
| Victoria  | 3–2    | Gabriel Green      | KO (puñetazos)                             | Bellator 170                            | 21 de enero de 2017      | 1     | 0:36   | Inglewood, California    |                                                         |
| Derrota   | 2–2    | Andrew Lagdaan     | Decisión (dividida)                        | SMASH Global 4: Fight Bullying          | 15 de septiembre de 2016 | 3     | 5:00   | Los Ángeles, California  |                                                         |
| Derrota   | 2–1    | Ronnie Borja       | TKO (puñetazos)                            | California Fight League 8               | 30 de julio de 2016      | 1     | 0:11   | Victorville, California  |                                                         |
| Victoria  | 2–0    | Adrian Ajoleza     | TKO (patada al cuerpo)                     | BAMMA Badbeat 20 Saunders vs. Culley    | 10 de junio de 2016      | 1     | 4:55   | Commerce, California     | Combate de peso acordado (160 libras).                  |
| Victoria  | 1–0    | Eric Steans        | KO (puñetazo)                              | WSOF 28                                 | 20 de febrero de 2016    | 1     | 0:32   | Garden Grove, California | Debut en el peso semipesado.                            |